# Tripteroides obscurus
Tripteroides obscurus är en tvåvingeart som beskrevs av Steffen Lambert Brug 1934. Tripteroides obscurus ingår i släktet Tripteroides och familjen stickmyggor. Inga underarter finns listade i Catalogue of Life.